# شعف جارمة
شعف لجوان: هو إحدى مراكز أحد رفيدة. ويقع في جنوب شرق المحافظة على مسافة 25 كيلاً، ويقطنه 4223 نسمة تقريباً.

## الخدمات
ويوجد في مركز شعف لجوان عدة مدارس للبنين والبنات في كافة مراحل التعليم العام، وفيه أيضًا مركز صحي، ومراكز تجارية للتسوق، وجمعية خيرية لتحفيظ القرآن الكريم، وجمعية البر، ويعتبر مركز شعف لجوان وجهة سياحية في فصل الصيف.